# Rubus tumidus
Rubus tumidus är en rosväxtart som beskrevs av August Gremli.
Rubus tumidus ingår i släktet rubusar och familjen rosväxter. Utöver nominatformen finns också underarten Rubus tumidus longepetiolatus.